# Morella faya
Morella faya là một loài thực vật có hoa trong họ Myricaceae. Loài này được (Aiton) Wilbur mô tả khoa học đầu tiên năm 1994.

## Hình ảnh

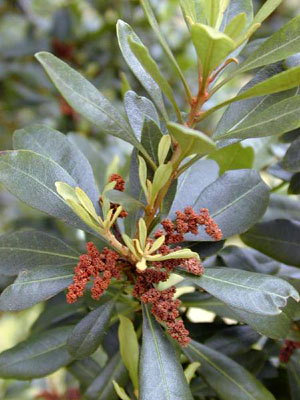
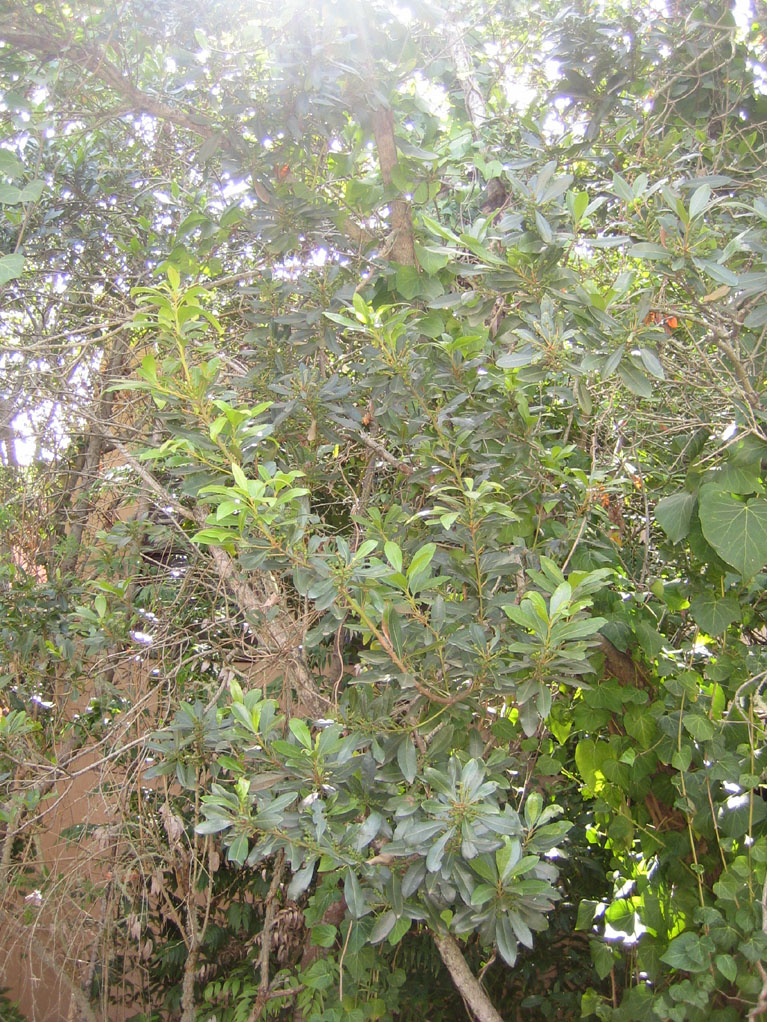
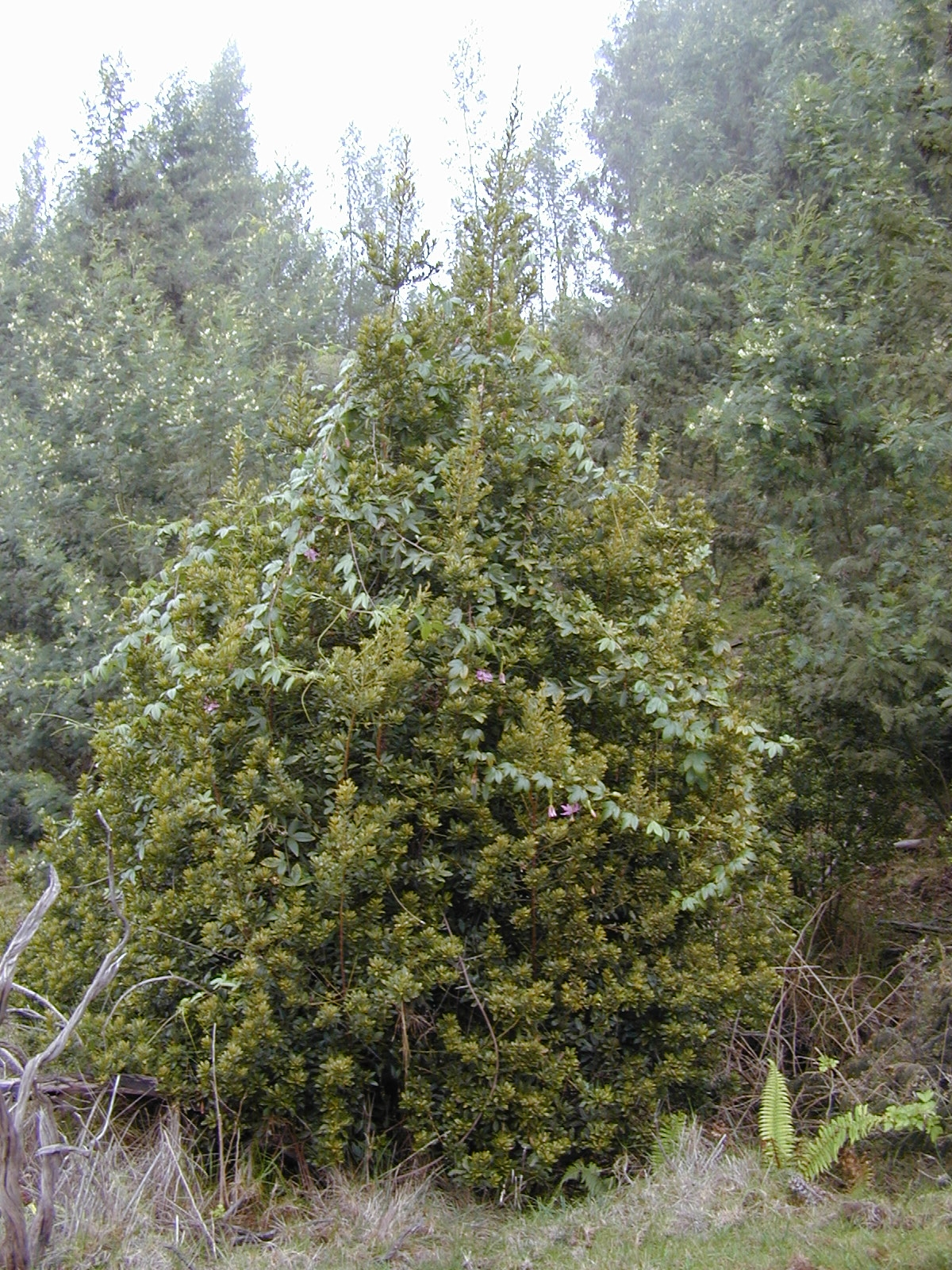
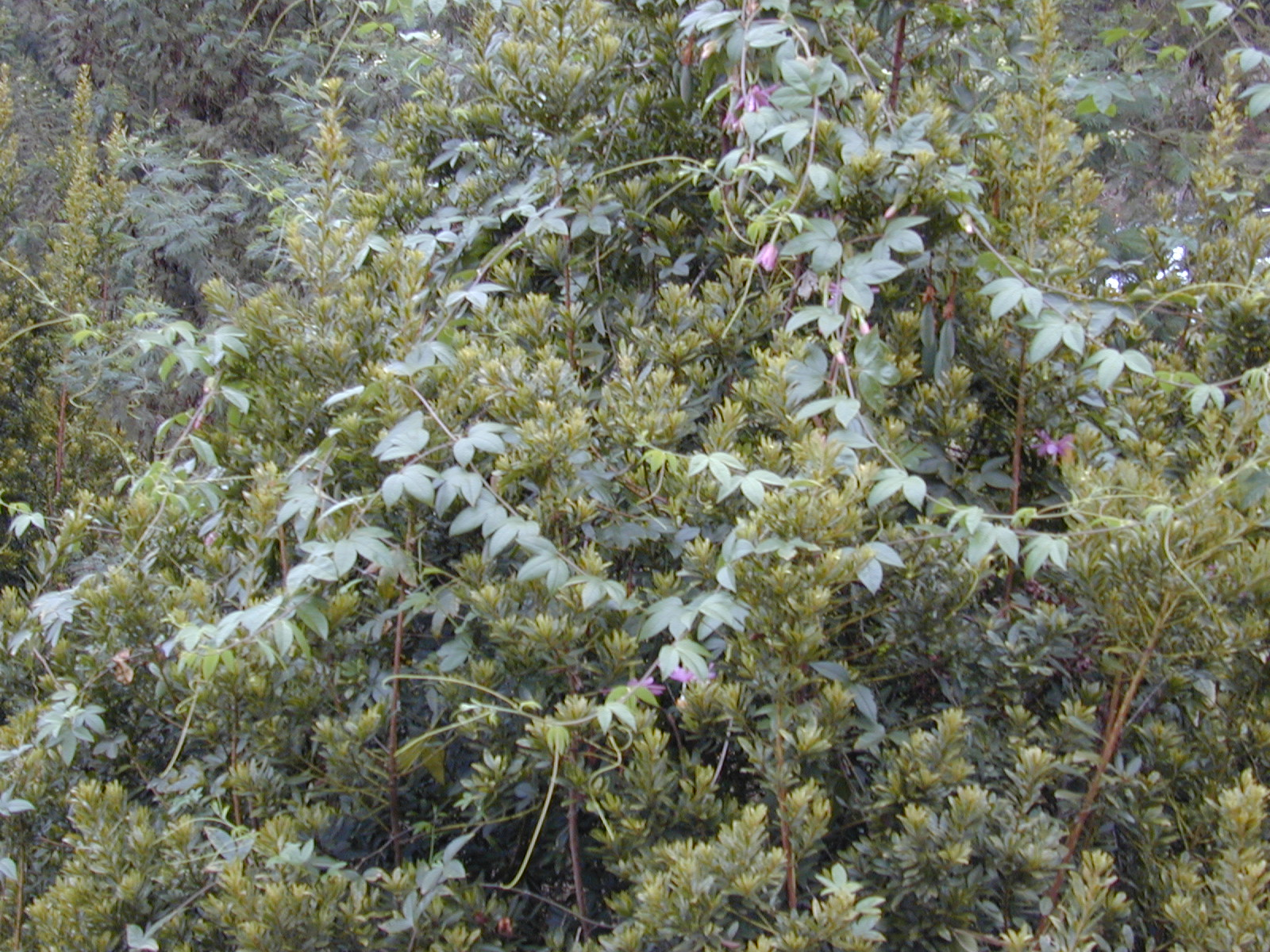